# Institut du service extérieur de la nation
« ISEN (institut argentin) » redirige ici. Pour les autres significations, voir Isen.
L'Institut du service extérieur de la nation,, (espagnol : Instituto del Servicio Exterior de la Nación), abrégé ISEN, est une instance qui dépend du ministère des Relations extérieures, du Commerce international et du Culte de l'Argentine. Il sélectionne et forme les diplomates argentins.

## Histoire
L'ISEN a été fondé le 10 avril 1963, sous la présidence de facto de José María Guido et à l'initiative du ministre des affaires étrangères, Carlos Muñiz. Depuis lors, une promotion de diplomates argentins par an est diplômée de l'ISEN.

## Fonctions
L'ISEN sélectionne et forme les diplomates argentins. Plus généralement, l'institut forme en permanence les fonctionnaires du service extérieur à un large éventail de questions relatives à la politique étrangère argentine.
Il a aussi pour rôle de promouvoir la production et l'échange d'idées et de connaissances sur des questions de grand intérêt pour les relations extérieures de la République argentine.
C'est le seul organe chargé de la sélection, de la formation et de l'incorporation des fonctionnaires diplomatiques argentins,.

## Concours d'entrée

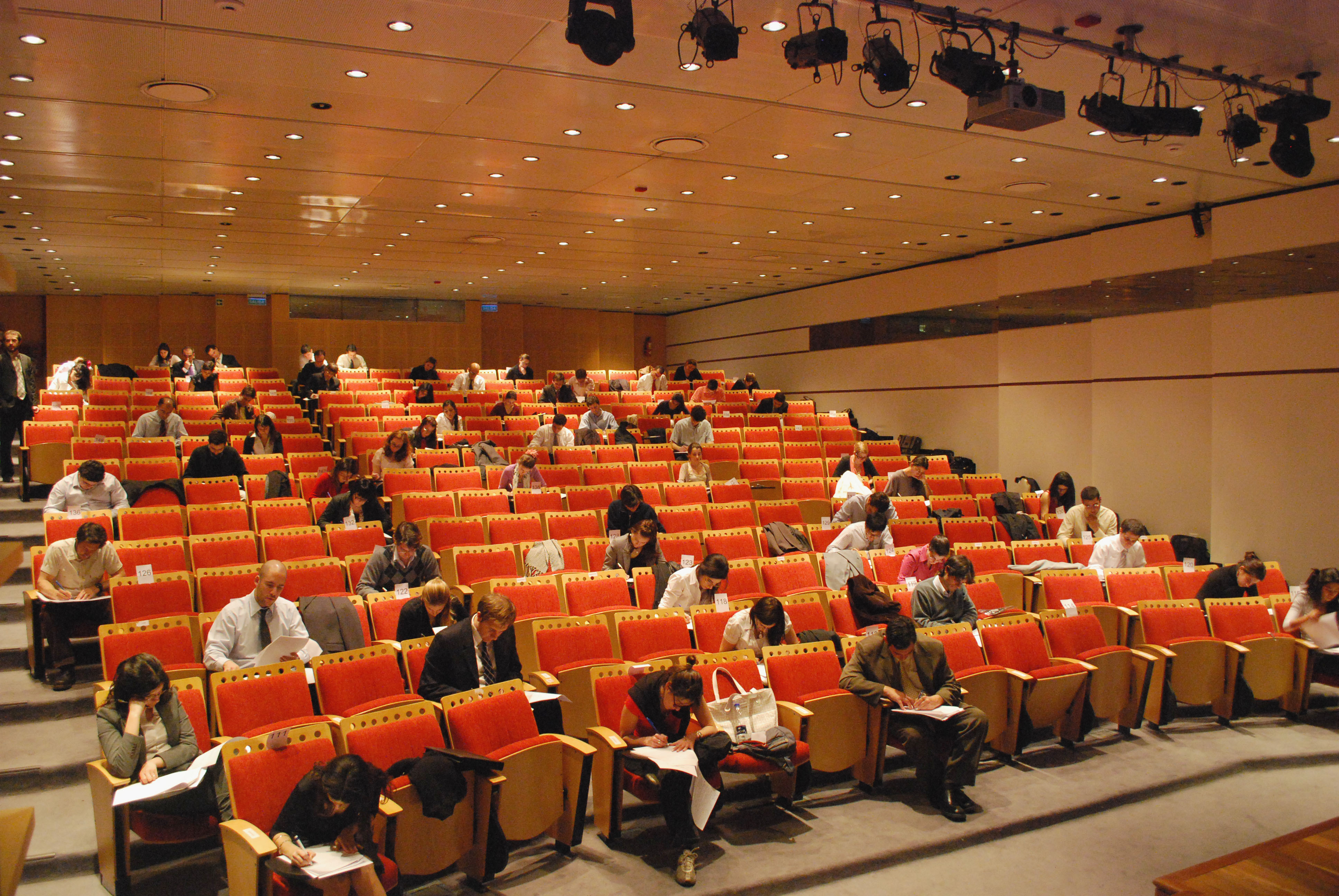
Épreuve du concours de l'ISEN.

Chaque année, par résolution ministérielle, un concours public d'admission à l'Institut du service extérieur de la nation est annoncé et un certain nombre de postes vacants sont établis en fonction des besoins du ministère des affaires étrangères, du commerce international et du culte.
Le concours d'entrée se compose de plusieurs étapes d'évaluation qui se déroulent entre septembre et novembre de chaque année au siège de l'ISEN à Buenos Aires et, simultanément, dans les universités de l'intérieur du pays.